# Sharpsville (Indiana)
Sharpsville est une municipalité située dans le comté de Tipton, dans l’État de l'Indiana, aux États-Unis. Lors du recensement de 2020, elle comptait 553 habitants.